# Kathedraal van Milaan
De kathedraal van Milaan (Duomo Santa Maria Nascente) is een van de grootste rooms-katholieke kathedralen in de wereld en de grootste van Italië (zie Lijst van grootste kerken). Het is een meesterwerk van gotische kunst. De kerk staat aan het Domplein (Piazza del Duomo) in het hart van Milaan. De Dom is een belangrijke toeristische attractie vanwege het interieur met de vele middeleeuwse schatten en het exterieur met de tientallen torentjes en duizenden beelden.

## Geschiedenis

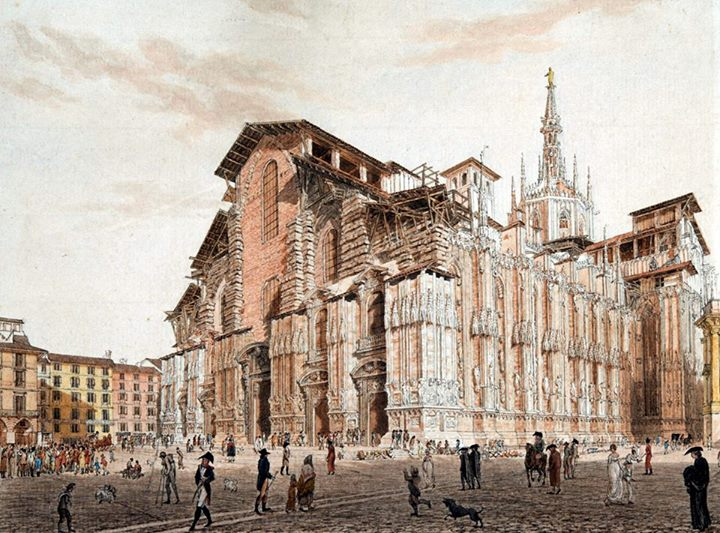
De onafgewerkte façade eind 18e eeuw

De bouw startte in de 14e eeuw en werd pas in de 20e eeuw definitief voltooid. Met de bouw van de Dom van Milaan werd in 1386 begonnen door graaf Giangaleazzo Visconti. Hiervoor moest de zomerkathedraal S. Tecla wijken. De eerste jaren lag de leiding in handen van Italiaanse, Franse en Duitse meesters. Onder Filippino degli Organi (1400) gingen de bouwwerkzaamheden sneller. In 1418 kon het hoogaltaar ingewijd worden door paus Martinus V. Vanaf 1567 onder leiding van kardinaal Carlo Borromeo ging de bouw verder in een andere stijl.
Pellegrino Tibaldi ontwierp in 1616 een barokfaçade. Buzzi gaf hieraan gotische vormen. In 1572 wijdde kardinaal Borromeo de kerk in ter gedachtenis van de geboorte van Maria. Napoleon I liet ten slotte de buitengevel voltooien naar een ontwerp van Giuseppe Zanoia en Carlo Amati.
Aanvullende werkzaamheden aan de bovenste delen en de portalen duurden tot 1950. Daarna begonnen de eerste restauraties.

## Exterieur

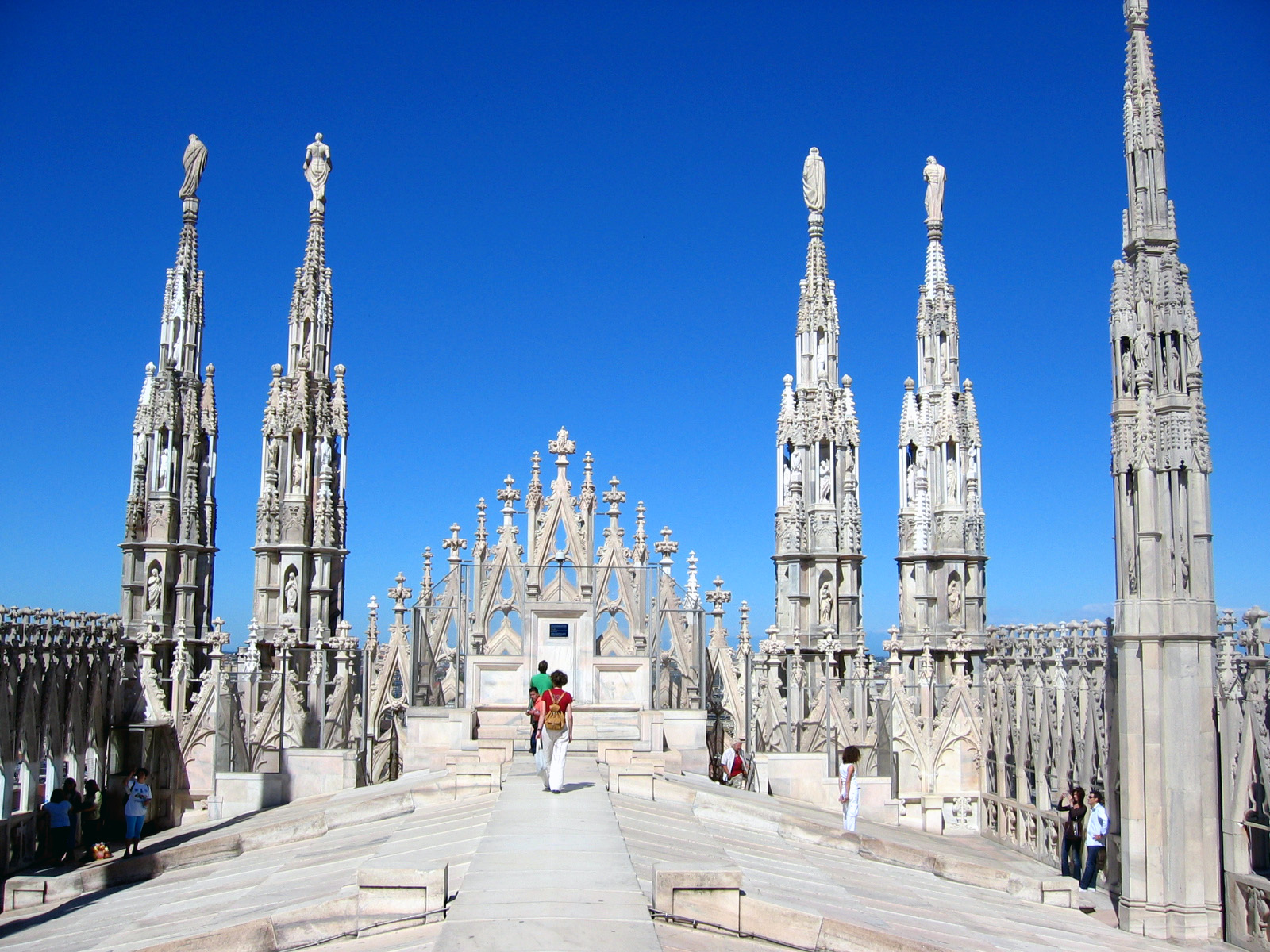
Op het dak van de Dom

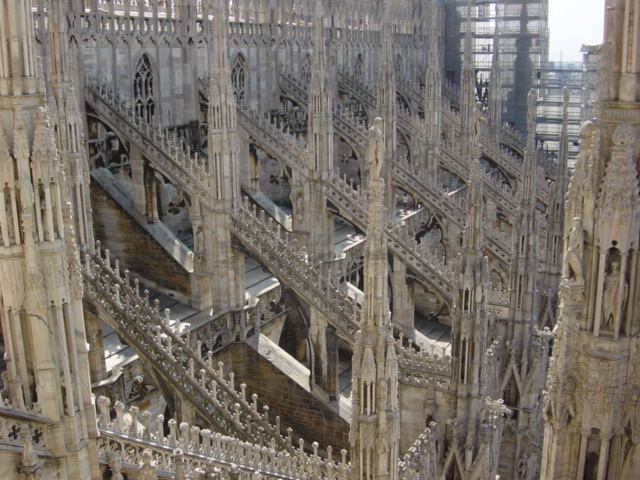
Steunberen

Met een lengte van 157 m en een breedte van 92 m wordt de dom in grootte alleen overtroffen door de kathedraal van Sevilla (en door de Sint-Pieter, die geen kathedraal is). De oppervlakte van de kathedraal bedraagt circa 11.700 m².
Er zijn ongeveer 135 pinakels en meer dan 2300 beelden op de façade van het witte marmeren bouwwerk. De lichte, vriendelijk speelse buitenfaçade contrasteert schril met het eerder donkere interieur van de Dom. De kathedraal heeft een vieringtoren van 108,5 meter.
Het dak van de kathedraal is een belangrijke toeristische attractie, die tegen betaling bereikbaar is via een trap of een lift. Vanaf het dak kunnen de duizenden ornamenten van dichtbij bekeken worden. Bij helder weer kan men vanaf het dak de Alpen zien liggen.
De bases van de zes steunberen hebben reliëfs. Op de zuilconsoles staan beelden van apostelen en profeten. De zware bronzen deuren uit de 20e eeuw zijn met voorstellingen uit de geschiedenis van Milaan versierd.
Opvallend zijn de vele spitsen waarmee de kerk is gekroond, 135 in totaal. Daarnaast zijn er ook veel waterspuwers en ontelbare standbeelden. Niet alleen de gotiek, maar ook de renaissance is terug te vinden in de bouwstijl. Typisch ook zijn de bronzen deuren, die met bas-reliëfs versierd zijn.
Bekend is het vergulde Madonnabeeld uit 1774 van de hand van Giuseppe Perego, dat boven op de hoogste toren van de kathedraal staat. Dit beeld staat bekend onder de naam "Madonnina".

## Interieur

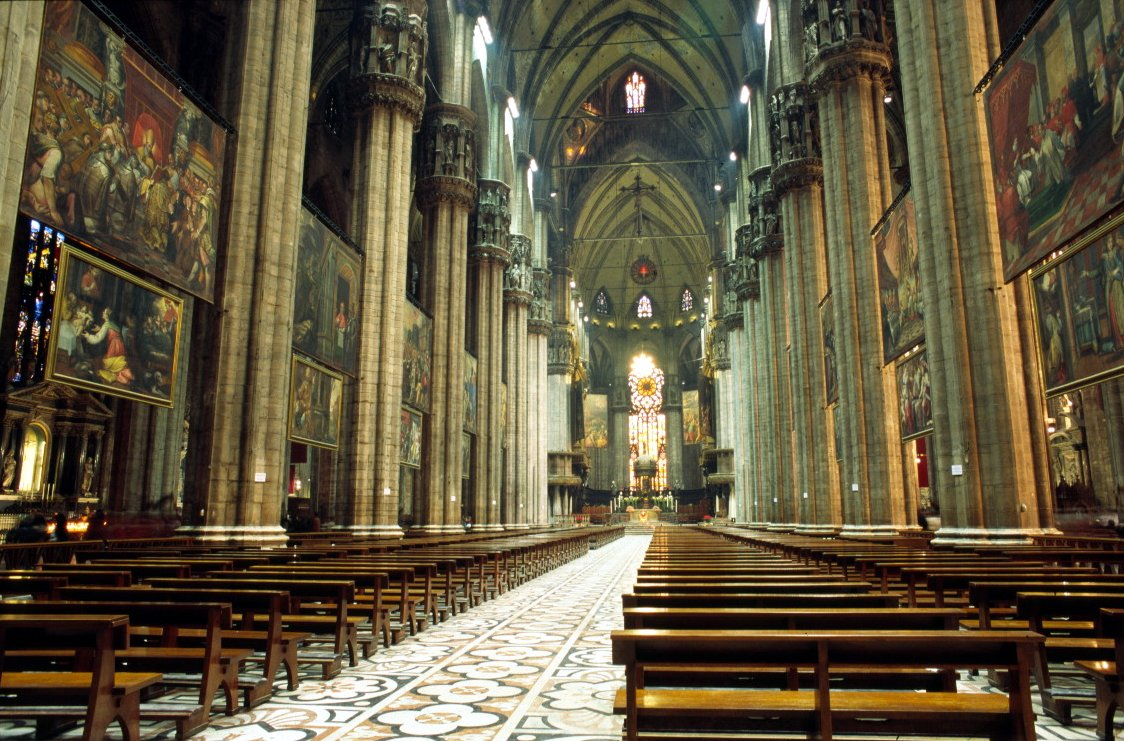
Kerkinterieur

In de apsis, het oudste deel van de Dom, zijn de drie grootste spitsboogvensters van de wereld (1390 door De Bonaventura, maaswerk Degli Organi) ingewerkt.
De kathedraal bestaat uit een vijfschepig langschip en een drieschepige zijbeuk. Binnenin worden de beuken van elkaar gescheiden door enorme zuilen en die worden verlicht door de grote glas-in-loodramen. In de schatkamer van de dom ligt veel middeleeuws goud en zilver.
In de zuidelijke dwarsbeuk is het grafmonument van Gian Giacomo de' Medici, een beeld in Romeinse wapenuitrusting en eromheen allegorische figuren gemaakt door Leone Leoni. In de vloer is het graf van de heilige Carlo Borromeo. De twee sacristieportalen met eeuwenoude beeldhouwkunst (1393) zijn aan Christus en Maria gewijd.
In het noordelijke dwarsschip de Trivulzio-kandelaber, een zevenarmige, 5 meter hoge romaanse bronzen luchter uit de 12e eeuw, geschonken door de kanunnik Trivulzio. De schat van de Dom wordt achter het koor bewaard.
Ook de marmeren vloer uit de 16e eeuw (Tibaldi) in het midden van het Santurio en een door Tibaldi ontworpen hoogaltaar met verguld ciborium en tabernakels met reliëfs die scènes uit het leven van Christus uitbeelden zijn interessant.

## Trivia
- In de kathedraal werd op 26 mei 1805 Napoleon Bonaparte tot koning van Italië gekroond.